# Peter Lotharius Oxholm
Peter Lotharius Oxholm (10. juli 1753 i København – 27. juli 1827 på Frederiksdal) var en dansk officer og generalguvernør i Vestindien.

## Karriere
Oxholm begyndte sin karriere som kadet i 1763 og blev korporal i 1769. Fra 1771 var Peter Lotharius Oxholm page hos dronning Caroline Mathilde og var til stede i forgemakket da hun blev arresteret. Rejste efter tjeneste som løjtnant til Vestindien i 1777.
Oxholm vendte tilbage til Danmark i 1793 og blev afskediget fra hæren med rang af oberst. Ved landeværnets organisering i 1801 blev han chef for et regiment – Søndre Sjællandske Landeværnsregiment – og deltog i Slaget ved Køge 1807, hvor han sammen med en håndfuld menige og befalingsmænd forskansede sig bag kirkegårdsmuren på Herfølge Kirkegård. Efter en kort heftig kamp måtte han give op og lade sig tage til fange.
I 1814 blev han generalløjtnant og generalguvernør i Vestindien. Han blev året efter Kommandør af Dannebrogordenen.

## Ægteskaber
Han var først gift med Marie Heiliger, der døde i 1794, og siden hen med Ann O'Neill (3. februar 1780 – 16. august 1844), datter af plantageejer O'Neill på St. Croix og af en irsk adelsslægt. Med hende fik han børnene:
1. Emilie Catharine Oxholm (8. oktober 1799 – 26. september 1881 i København)
2. Frederik Thomas Oxholm (1801-1871)
3. Carolina Augusta Oxholm (1803–1872)
4. Carl Arthur Oxholm (1804-1839)
5. Waldemar Tully Oxholm (1805-1876)
6. Harald Peter Oxholm (1807-1869)
7. Oscar O'Neill Oxholm (1809-1871)

Han er begravet på Garnisons Kirkegård.